# Noémie Lachaud
Pour les articles homonymes, voir Lachaud.
Noémie Lachaud, née le 24 juillet 1992 à Libourne, est une joueuse française de handball évoluant au poste de pivot au Mérignac Handball en Ligue Butagaz Energie

## Palmarès
compétitions internationales
- vainqueur de la coupe Challenge (C4) en 2015 (avec l'Union Mios Biganos-Bègles)

compétitions nationales
- vice-championne de France en 2019 (avec OGC Nice)
- finaliste de la coupe de la Ligue en 2015 (avec Mios Biganos-Bègles)

## Galerie

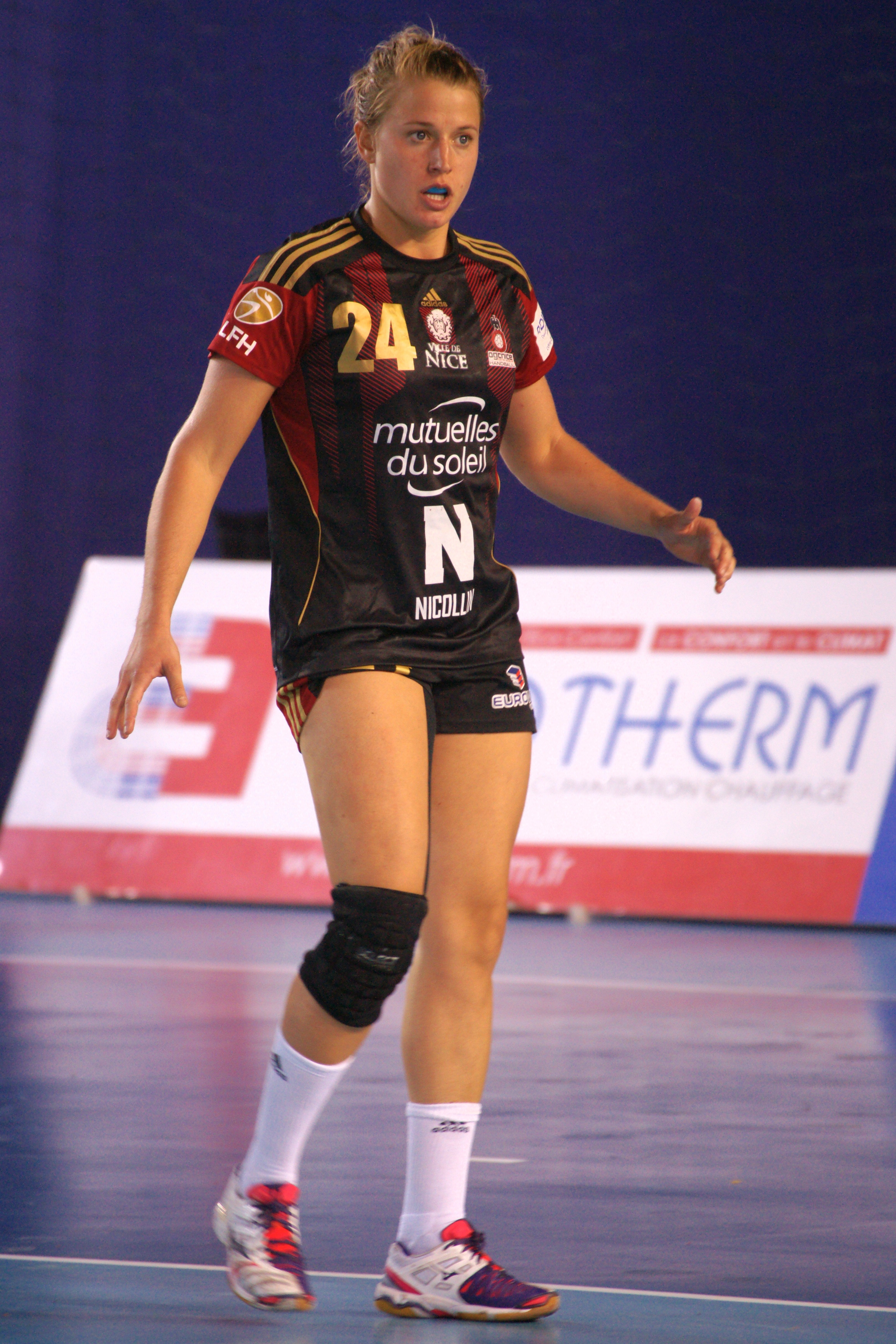
Avec Nice en 2016
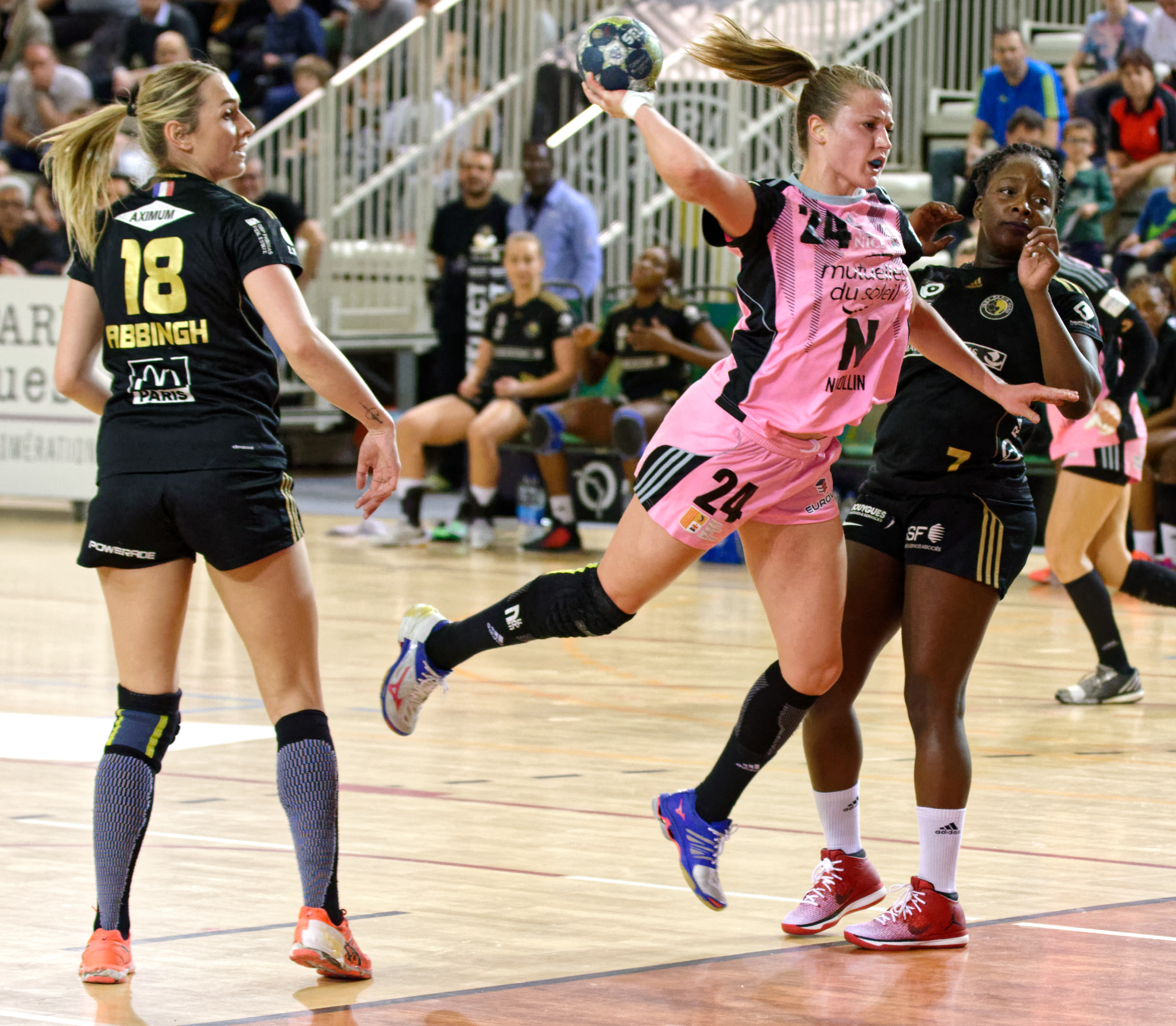
Au tir avec Nice en 2017